# Tweedledum e Tweedledee

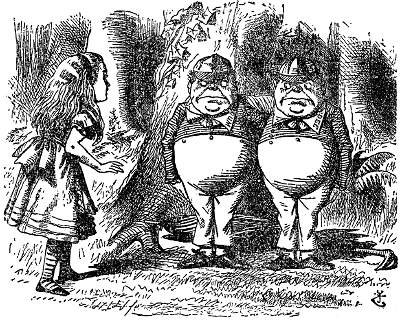
Alice incontra i due gemelli.

Tweedledum e Tweedledee sono i personaggi di una filastrocca inglese per bambini, poi ripresi anche da Lewis Carroll nel seguito del suo celebre romanzo, Attraverso lo specchio e quel che Alice vi trovò, dove nelle diverse traduzioni italiane sono resi anche come Tuidledum e Tuidledì, Pincopanco e Pancopinco, Piripipò e Piripipù, Dindino e Dindello.
Nel romanzo di Carroll i due simpatici fratelli vengono descritti come due personaggi grassocci e di bassa statura.
Bob Dylan dedica loro una canzone nel suo album Love and Theft.

## Origini
La nursery rhyme originale, attestata già dalla metà del XVIII secolo, recita così:
Tweedledum and Tweedledee
    Agreed to have a battle;
For Tweedledum, said Tweedledee
    Had spoiled his nice new rattle.
Just then flew down a monstrous crow,
    As black as a tar-barrel;
Which frightened both the heroes so,
    They quite forgot their quarrel.
In Italiano la traduzione letterale è la seguente:
Tweedledum e Tweedledee
     decisero di combattere;
Perché Tweedledum, diceva Tweedledee
    aveva rotto il suo bel sonaglio nuovo.
Ma proprio allora planò un corvo mostruoso,
    nero come un barile di pece
che spaventò entrambi gli eroi al punto che
    dimenticarono il loro litigio.
I nomi "Tweedle-dee and Tweedle-dum" apparvero per la prima volta, riferiti ai musicisti George Frideric Handel e Giovanni Bononcini in un poemetto che satirizzava sulla loro presunta rivalità, scritta dal poeta inglese John Byrom (1692–1763) nel 1725. Il testo recitava così:
Some say, compar'd to Bononcini
That Mynheer Handel's but a Ninny
Others aver, that he to Handel
Is scarcely fit to hold a Candle
Strange all this Difference should be
'Twixt Tweedle-dum and Tweedle-dee!
Traduzione in italiano:
Alcuni dicono, comparandolo a Bononcini,
che il signor Handel non sia che uno sciocco;
altri dicono che Bononcini a Handel
non saprebbe nemmeno reggere una candela.
Strano, però, che si faccia tutta questa differenza
tra un trallallà e un trallallero!
Anche se la paternità del poemetto è fuori discussione, i due versi finali (nei quali vengono citati per la prima volta i nomi dei due personaggi) sono attribuiti anche a Jonathan Swift o Alexander Pope. Si può comunque ritenere che i nomi Tweedle-Dum e Tweedle-Dee fossero adoperati già da tempo nel linguaggio comune inglese, per indicare i contendenti di una disputa inutile: la stessa nursery rhyme sembra infatti deridere le futili origini di un qualsiasi litigio (o addirittura della guerra).

## InAttraverso lo specchio
Nel libro di Lewis Carroll, Alice incontra i due personaggi nel capitolo 4, mentre cerca di uscire da un'enorme e oscura foresta; l'autore li descrive come due ometti bassi e grassi: leggendo i loro nomi ricamati sui colletti che indossano, la bambina ricorda subito la filastrocca che li vede protagonisti, riconoscendoli correttamente; nondimeno, i due le dicono che quanto narrato nella nursery rhyme non sia mai accaduto.
Quando la protagonista chiede loro di indicarle l'uscita del bosco, i due tergiversano trascinandola in discorsi privi di logica, che tuttavia riescono a far sembrare coerenti: a differenza della nursery rhyme, infatti, i due personaggi non litigano, anzi sembrano andare molto d'accordo; tuttavia, quando uno afferma qualcosa, l'altro obietta che anche il contrario dell'affermazione appena enunciata sarebbe plausibile, confondendo la bambina e portandola pian piano a dubitare di tutto. Questa tendenza dei due personaggi a completarsi e al tempo stesso contraddirsi portò sir John Tenniel a disegnare Tweedledum e Tweedledee con le sembianze di fratelli gemelli.
Tweedledum e Tweedledee reciteranno per Alice il poemetto Il Tricheco e il Carpentiere, instillandole dei dubbi anche sulla morale della storiella in esso raccontata. In seguito i due la conducono a vedere il Re Rosso addormentato nel folto del bosco; i gemelli mettono in guardia Alice dallo svegliarlo, suggerendo che lei stessa sia in realtà un sogno del Re: se questi si svegliasse, il sogno finirebbe e lei cesserebbe di esistere. Questo porta Alice a dubitare perfino della sua stessa esistenza e delle proprie emozioni, salvo poi stabilire che i discorsi dei due fratelli siano privi di senso.
A questo punto, Tweedledee indica ad Alice il sonaglio che suo fratello gli avrebbe rotto: per questo motivo i due litigano e si apprestano a combattere, rendendo così reale la storia narrata nella loro nursery rhyme; come nella filastrocca, i due vengono però interrotti dall'arrivo di un corvo mostruoso, lasciando Alice da sola poco prima del suo incontro con la Regina Bianca.

### Analisi
Nel lavoro di Carroll, Tweedledee e Tweedledum sono carichi di una forte simbologia gnoseologica: i due incarnano infatti l'ambivalenza della realtà sensibile, che non è mai universalmente valida e possiede una propria logica anche quando contraddice sé stessa; in altre parole pongono lo stesso problema alla base della teoria del Rasoio di Occam, risolto dalla stessa Alice quando la bambina stabilisce che i discorsi dei due gemelli siano tutti ugualmente inutili (scegliendo in questo modo l'opzione più semplice).
I dubbi che instillano in Alice offrono spunti di discussione in tal senso sulle convenzioni sociali, sull'etica (con la storia del Tricheco e del Carpentiere) e perfino sulla religione: l'episodio del Re Rosso addormentato può essere letto come un'allegoria di Dio, della condizione umana e del libero arbitrio. Anche in questo caso, tuttavia, Carroll si dimostra critico al punto da risolvere l'intera questione con la presa di distanza da parte di Alice.
Tweedledum e Tweedledee incarnano inoltre la potenza del linguaggio e delle storie: all'inizio del capitolo essi negano che la storia narrata nella nursery rhyme sia mai avvenuta; essa invece diventa reale al termine del brano, come se i due fossero stati destinati sin dall'inizio a portare  a compimento il racconto che li vede protagonisti. 

## Apparizioni cinematografiche

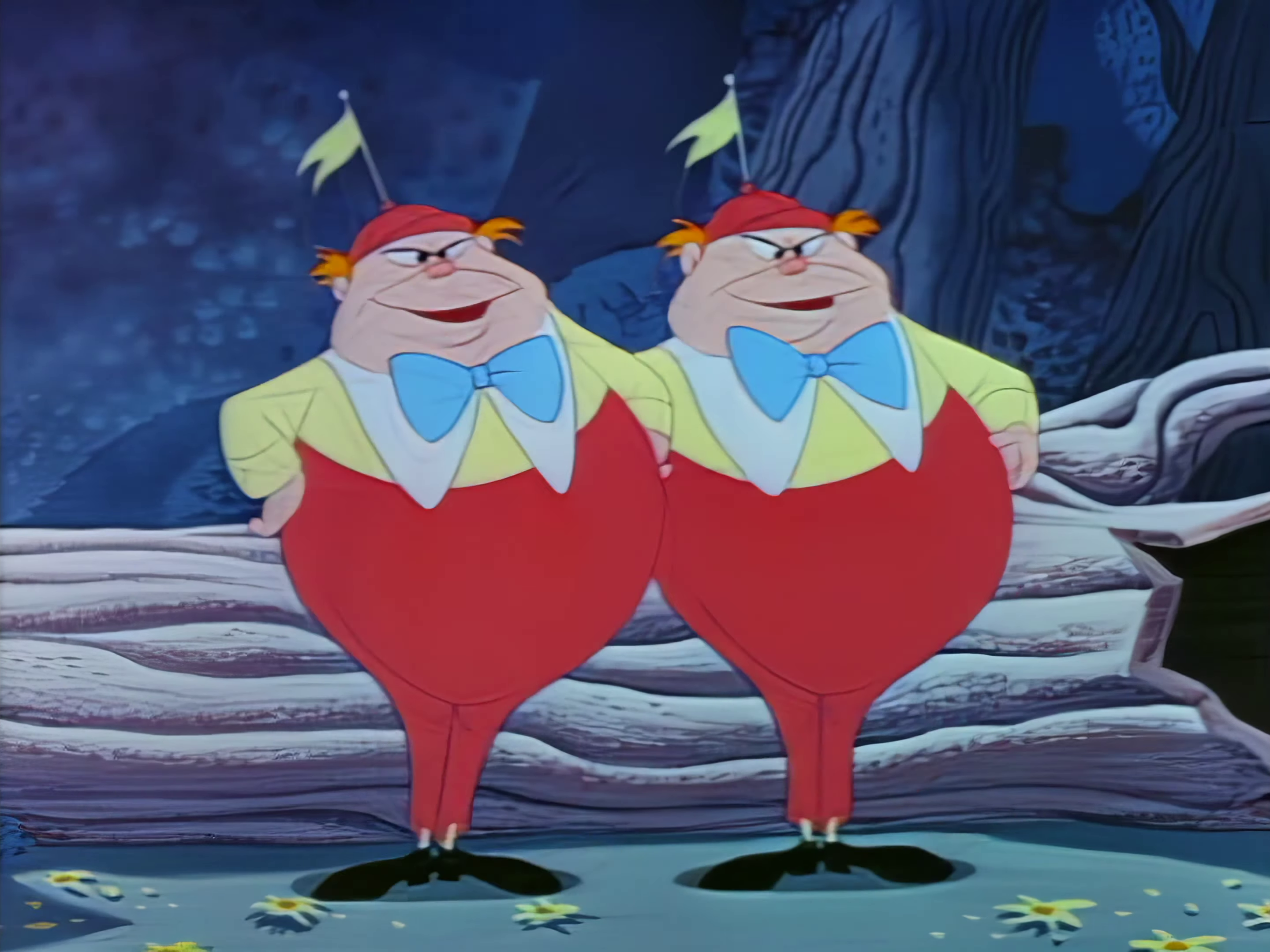
Pincopanco e Pancopinco nella versione animata Disney (1951)

- Alice nel Paese delle Meraviglie (1933), con Jack Oakie e Roscoe Karns
- Alice nel Paese delle Meraviglie - film d'animazione (1951), con J. Pat O'Malley (voce) (Pincopanco e Pancopinco)
- Le avventure di Alice nel Paese delle Meraviglie (1972), con Fred Cox e Frank Cox
- Alice in Wonderland (2010), con Matt Lucas (Pincopanco e Pancopinco)
- Alice attraverso lo specchio (2016), con Matt Lucas (Pincopanco e Pancopinco)

## Apparizioni videoludiche
- American McGee's Alice (2000)
- Alice: Madness Returns (2011)
- The Wolf Among Us (2013)

## Apparizioni televisive
- Hallmark Hall of Fame - serie TV, episodio 5x01 (1955), con Ian Martin e Don Hanmer
- Alice nel Paese delle Meraviglie - film TV (1999), con George Wendt e Robbie Coltrane (Pincopanco e Pancopinco)
- Alice - miniserie TV (2009), con Eugene Lipinski (Dr. Dee e Dr. Dum)
- Once Upon a Time in Wonderland (spin-off di "Once Upon a Time)